# ローガン郡 (アーカンソー州)
ローガン郡（Logan County）は、アメリカ合衆国アーカンソー州の郡である。人口は2万1131人（2020年）。ブーンビル及びパリの2つの郡庁所在地がある。

## 地理
アメリカ合衆国統計局によると、この郡は総面積1,895 km2 (732 mi2) である。このうち1,839 km2 (710 mi2) が陸地で56 km2 (22 mi2) が水地域である。総面積の2.96%が水地域となっている。

### 隣接する郡
- ジョンソン郡  (北)
- ポープ郡  (北東)
- イェール郡  (南東)
- スコット郡  (南)
- セバスチャン郡  (西)
- フランクリン郡  (北西)

## 人口動静
2000年現在の国勢調査で、この郡は人口22,486人、8,693世帯、及び6,302家族が暮らしている。人口密度は12/km2 (32/mi2) である。5/km2 (14/mi2) の平均的な密度に9,942軒の住居が建っている。この郡の人種的構成は白人96.46%、アフリカン・アメリカン1.05%、先住民0.65%、アジア0.15%、太平洋諸島系0.02%、その他の人種0.39%、及び混血1.28%である。人口の1.21%がヒスパニックまたはラテン系である。
この郡内の住民は25.90%が18歳未満の未成年、18歳以上24歳以下が7.50%、25歳以上44歳以下が26.70%、45歳以上64歳以下が23.90%、及び65歳以上が16.00%にわたっている。中央値年齢は38歳である。女性100人ごとに対して男性は98.40人である。18歳以上の女性100人ごとに対して男性は94.20人である。
この郡の世帯ごとの平均的な収入は28,344米ドルであり、家族ごとの平均的な収入は33,732米ドルである。男性は24,472米ドルに対して女性は18,681米ドルの平均的な収入がある。この郡の一人当たりの収入 (per capita income) は14,527米ドルである。人口の15.40%及び家族の11.40%は貧困線以下である。全人口のうち18歳未満の18.20%及び65歳以上の19.60%は貧困線以下の生活を送っている。

## 都市及び町
| - ブルーマウンテン - ブーンビル - Caulksville | - マガジン - Morrison Bluff - パリ | - Ratcliff - Scranton - Subiaco |